# Northrepps
Northrepps is een civil parish in het bestuurlijke gebied North Norfolk, in het Engelse graafschap Norfolk met 886 inwoners.